# Grateful Rebirth
《Grateful Rebirth》는 도모토 쯔요시의 미니 앨범이다.

## 개요
도모토 자신 처음이 되는 미니 앨범으로, 앨범으로는 2015년 5월 발매의 《TU》 이래 약 1년 만의 작품이다. 2015년 열린 라이브 투어의 모습을 정리한 DVD·Blu-ray 〈TSUYOSHI DOMOTO TU FUNK TUOR 2015〉와 동시 발매이다.

## 수록곡

### 토쿠베쯔요시짱반 (초회반)
CD
1. T&U
2. Break a bone funk
3. 偉 魂（えらソウル）
4. ある世界
5. I've found my voice

DVD
1. 偉 魂 Live Music Clip in 〈TU FUNK ALL STARS CON!CER～TU〉 & Documentary

### 후쯔요시반 (통상반)
CD
1. Believe in intuition・・・
2. T&U
3. Paint it, fill it with love
4. ある世界
5. 偉 魂
6. Break a bone funk
7. Be grateful